# Шульц, Карл Иванович
Карл Иванович Шульц (нем. Carl Johann Schultz; 1793—1858) — доктор философии, секретарь великой княгини Анны Павловны.

## Биография
Родился в Санкт-Петербурге 16 (27) января 1793 года. Учился на юридическом факультете Дерптского университета (1810—1813), по окончании которого в ноябре 1813 года был удостоен степени магистра свободных искусств и доктора философии.
В 1814 году, по поручению государственного канцлера графа Румянцева, занимался библиографико-литературными работами, а затем был секретарём великой княгини Анны Павловны и служил в министерстве иностранных дел.
Умер 3 (15) марта 1858 года в Санкт-Петербурге. Похоронен на Смоленском лютеранском кладбище.
Из его трудов известны: «Prüfung des Conscriptionssystems nach den Grundsätzen der Oeconomie politique» (на русском языке. СПб., 1813.); «Reise der Russisch-Kaiserlichen Flott-Officiere, Chwostow und Dawidow, von St.-Petersburg durch Sibirien nach America und zurück; in den Jahren 1802, 1803 und 1804. Beschrieben von Dawidow und aus dem Russischen übersetzt u. s. w.» (Berlin, 1816); «Begebenheiten des Capitains von der russ. kais. Marine Golownine in der Gefangenschaft bei den Japanern in den Jahren 1811, 1812 und 1813, nebst seinen Bemerkungen über das japanisch о Reich u. Volk und einem Anhange des Capitains Rikord. Aus dem Russ. übersetzt». 

## Семья
Его сын — Василий Карлович Шульц (1826—1883).
Дочь — Надежда Карловна Шульц (1839—1917) — врач, бактериолог, доктор медицины (1877), заведующая патолого-бактериологическим кабинетом Императорского института экспериментальной медицины.